# El Llor (Sant Boi de Llobregat)
El Llor és una obra de Sant Boi de Llobregat (Baix Llobregat) protegida com a Bé Cultural d'Interès Local.

## Descripció
És una masia situada dalt d'un turonet de planta rectangular i amb presència "opus spicatum".
Té coberta a dues aigües. Hi ha diferents finestres amb llindes i brancals de pedra de Montjuïc. Trobem una finestra geminada, dues portes de pedra amb arcs de mig punt adovellats i un embigat de fusta i paviment de toves.
A l'interior es conserven restes de l'antiga fortificació de la quadra del Llor que pertanyia a la seu de Barcelona.
Encara es conserva un eremitori excavat a l'argila semblants al de Benviure.